# Rafael Moreno Alba
Rafael Moreno Alba (Madrid, 1942 - 28 d'octubre de 2000) va ser un director de cinema espanyol.

## Biografia
Va cursar estudis en Dret i Nàutica, però va abandonar l'advocacia i la marina mercant per a ingressar de meritori en un equip de direcció de cinema. Va treballar com a script i ajudant de direcció abans de dirigir la seva primera cinta, Gallos de pelea (1969), una coproducció amb Tunísia, en la qual es narrava l'experiència d'un grup de mercenaris.
La seva segona cinta, Las melancólicas (1971), de la que també en fou guionista, era ambientada en un manicomi del segle xix i fou rodada en doble versió, una per a l'interior i l'altra per a l'estranger. Aquesta pel·lícula li donà prou notorietat per rodar a Portugal Triángulo amb Núria Espert (1972) i l'adaptació del clàssic Pepita Jiménez (1975), protagonitzada per Sarah Miles. Tanmateix, la notorietat li arribarà amb la sèrie Los gozos y las sombras (1982), adaptació televisiva de la novel·la homònima de Gonzalo Torrente Ballester, protagonitzada per Carlos Larrañaga, Eusebio Poncela o Amparo Rivelles. En 1984 va realitzar Proceso a Mariana Pineda, protagonitzada per Pepa Flores. El 1993 va obtenir el Colón d'Or del Festival de Cinema Iberoamericà de Huelva amb El beso del sueño. protagonitzada per Maribel Verdú. Va morir d'un càncer el 28 d'octubre del 2000 a Madrid.

## Filmografia
- Gallos de pelea (1969)
- Las melancólicas (1971),
- Triángulo (1972)
- Pepita Jiménez (1975)
- La noche de los cien pájaros (1976)
- Mis relaciones con Ana (1979)
- Los gozos y las sombras (1982) sèrie de televisió
- Proceso a Mariana Pineda (sèrie de televisió, 1984)
- Pasos largos (1986)
- El exilio interior (1987)
- El beso del sueño (1992)